# Luca Nostran
Luca Nostran (Camposampiero, 14 maggio 1993) è un rugbista a 15 italiano, attivo nel ruolo di terza linea del Petrarca.

## Biografia
Luca nasce a Camposampiero, in provincia di Padova.
Nel 2013 esordisce in Eccellenza con la maglia del Petrarca, club con il quale si laurea Campione d'Italia al termine della stagione 2017-18, dopo aver segnato il record di mete del campionato 2015-16.
Dal 2016 al 2017 viene selezionato nell'Italia Emergenti impegnata nella World Rugby Nations Cup, disputando 4 partite.

## Palmarès
- Campionati italiani: 1
Petrarca: 2017-18